# Кульпино (Вологодская область)
Кульпино — деревня в Шекснинском районе Вологодской области.
Входит в состав сельского поселения Ершовского, с точки зрения административно-территориального деления — в Ершовский сельсовет.
Расстояние по автодороге до районного центра Шексны — 30,2 км, до центра муниципального образования Ершово — 5,2 км. Ближайшие населённые пункты — Заозерье, Никольское, Игнатовское, Горка, Тирково.
По переписи 2002 года население — 14 человек.